# Muhapdede, Gölyaka
Muhapdede là một xã thuộc huyện Gölyaka, tỉnh Düzce, Thổ Nhĩ Kỳ. Dân số thời điểm năm 2010 là 131 người.